# Frank Elderson
Frank Elderson est un juriste et banquier central néerlandais. Il est directeur exécutif de la supervision à De Nederlandsche Bank depuis le 1er juillet 2011 et est également membre de droit du conseil de surveillance de la Banque centrale européenne. Elderson a joué un rôle clé dans la création du Réseau pour le verdissement du système financier (NGFS) dont il est actuellement président. En décembre 2020, il a été nommé par le Conseil européen comme membre du directoire de la Banque centrale européenne, prenant la succession de Yves Mersch à ce poste.

## Éducation et carrière
Elderson a terminé la première année du programme universitaire de droit néerlandais avec mention en 1990 et a étudié à l'Université de Saragosse, en Espagne, en 1993 et 1994. Elderson a obtenu son diplôme en droit néerlandais à l'Université d'Amsterdam en 1994.[réf. nécessaire]
En 2015, Elderson a obtenu un diplôme LLM de la Columbia Law School, aux États-Unis, et a prêté serment en tant qu'avocat aux Pays-Bas la même année. Elderson a ensuite commencé sa carrière professionnelle en tant qu'avocat chez Houthoff Advocaten & Notarissen.[réf. nécessaire]
En 1999, Frank Elderson a rejoint la Banque centrale néerlandaise (DNB) où il a occupé divers postes de direction au sein de la Division des services juridiques, ainsi que représentant DNB dans divers groupes de travail du Système européen de banques centrales (SEBC). Il a été nommé directeur exécutif de la supervision en 2011, où il était responsable de la supervision des banques, des fonctions horizontales et de la surveillance de l'intégrité, et des affaires juridiques. À ce titre, il est également membre du conseil de surveillance de la Banque centrale européenne.[réf. nécessaire]
En octobre 2020, il a été proposé pour rejoindre le directoire de la Banque centrale européenne par le ministre néerlandais des Finances Wopke Hoekstra. En concurrence avec le candidat slovène Boštjan Jazbec  l'Eurogroupe a approuvé la nomination d'Elderson. Malgré les inquiétudes des eurodéputés , sur le manque de femmes au conseil des gouverneurs de la BCE, la nomination d'Elderson a finalement été approuvée par la commission ECON du Parlement européen  et par la chambre plénière du Parlement européen,.

## Finance verte
Frank Elderson a joué un rôle clé dans le débat sur le rôle des banques centrales dans la lutte contre le changement climatique,, faisant de la Banque nationale néerlandaise un acteur de premier plan dans le domaine de la finance verte. En 2016, il a fondé la Sustainable Finance Platform, un forum organisé par la banque nationale néerlandaise réunissant des banquiers centraux, des fonctionnaires et organisations de la société civile,.
En 2017, Elderson a été nommé premier président du Network for Greening the Financial System, un forum lancé par 8 banques centrales (dont la DNB et la Banque de France) et les autorités financières lors du One Planet Summit en décembre 2017. Le NGFS vise à «contribuer au renforcement de la réponse mondiale nécessaire pour atteindre les objectifs de l'accord de Paris et à renforcer le rôle du système financier dans la gestion des risques et la mobilisation de capitaux pour des investissements verts et sobres en carbone dans le contexte plus large du développement écologiquement durable. À cette fin, le réseau définit et promeut les meilleures pratiques à mettre en œuvre au sein et en dehors des membres du NGFS et conduit des travaux de recherche sur la finance verte. " ,,.
Depuis sa création, le NGFS a depuis augmenté le nombre de ses membres à 75 membres, et inclut le FMI et la Banque des règlements internationaux en tant qu'observateurs. La Réserve fédérale américaine devrait rejoindre le NGFS en 2021. 
Elderson a été reconduit à la présidence du NGFS pour un autre mandat de deux ans en septembre 2020.Il cède la place à Ravi Menon en Janvier 2022.

## Vie privée
Elderson est marié et père de deux enfants.